# Herta Müller
Herta Müller (Niczkyfalva, 1953. augusztus 17. –) irodalmi Nobel-díjas bánsági születésű sváb származású német írónő.

## Élete
Édesapja a második világháború alatt a Waffen-SS kötelékében szolgált. Édesanyját a német kisebbség tagjaként a háború után a Szovjetunióba deportálták, ahol öt évet töltött.
Herta Müller a Temesvári Egyetemen szerzett német-román szakos diplomát 1977-ben. Diákévei alatt tagja volt az Aktionsgruppe Banat nevű ellenzéki beállítottságú, német fiatalokat tömörítő irodalmi csoportnak. Tanulmányai befejezése után 1979-ig egy gépgyárban dolgozott fordítóként. Innen elbocsátották, amikor megtagadta, hogy rendőrségi besúgó legyen és ezt követően a Securitate zaklatásainak volt kitéve.
Első kötete, az elbeszéléseket tartalmazó Niederungen (1982), Romániában csak cenzúrázott változatban jelenhetett meg. A rövidítetlen változat két évvel később jelent meg Németországban; ugyanebben az évben adták ki Romániában a Drückender Tango című kötetét. Mindkét kötetben egy kis romániai német falu korrupcióval, intoleranciával és elnyomással telített világát írja le. A román sajtó kritikusan viszonyult a műveihez, viszont Németországban pozitív fogadtatásban volt része. Mivel Müller nyilvánosan kritizálta a romániai diktatúrát, tiltólistára került. 1987-ben az akkori férjével, a szintén író Richard Wagnerrel együtt Németországba emigrált. Jelenleg Berlinben él.

## Díjai
- 1984 – Aspekte-díj
- 1987 – Ricarda Huch-díj
- 1989 – Ingolstadt város Marieluise Fleißer-díja
- 1991 – Villa Massimo-Stipendium
- 1992 – Kritikusok díja
- 1994 – Heinrich von Kleist-díj
- 1995 – Aristeion-díj
- 1997 – Franz Nabl-díj
- 1998 – IMPAC-díj
- 1998 – Ida Dehmel irodalmi díj
- 1999 – Franz Kafka-díj
- 2003 – Joseph Breitbach-díj
- 2004 – Konrad Adenauer-díj
- 2005 – Berlini irodalmi díj
- 2005 – Würth-díj
- 2006 – Walter Hasenclever irodalmi díj
- 2009 – Irodalmi Nobel-díj
- 2021 – Pour le Mérite[1]

## Művei

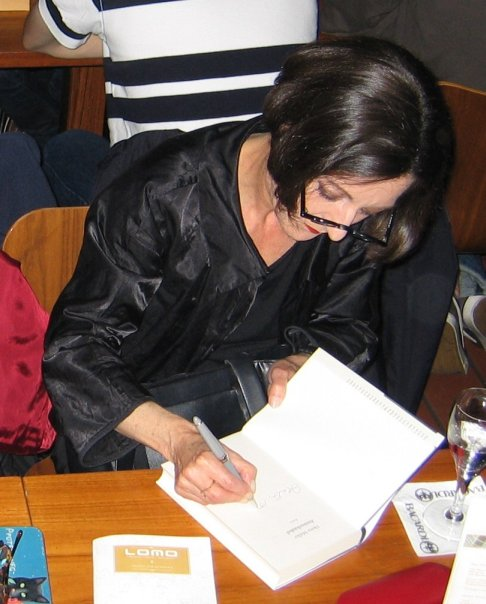
az írónő egyik könyvét dedikálja 2009 szeptemberben

- Niederungen – Bukarest : Kriterion-Verlag, 1982 ; Berlin : Rotbuch-Verlag, 1984
- Drückender Tango – Bukarest : Kriterion-Verlag, 1984 ; Reinbek bei Hamburg : Rowohlt, 1996
- Der Mensch ist ein großer Fasan auf der Welt – Berlin : Rotbuch-Verlag, 1986
- Barfüßiger Februar – Berlin : Rotbuch-Verlag, 1987
- Reisende auf einem Bein – Berlin : Rotbuch-Verlag, 1989
- Der Teufel sitzt im Spiegel – Berlin : Rotbuch-Verlag, 1991
- Der Fuchs war damals schon der Jäger – Reinbek bei Hamburg : Rowohlt, 1992 (magyar nyelven: A rókák csapdába esnek, 1995, fordította: Lendvay Katalin, ISBN 963-605-103-8; A róka volt a vadász, 2010, fordította: Nádori Lídia, ISBN 978-963-266-119-3)
- Eine warme Kartoffel ist ein warmes Bett – Hamburg : Europäische Verlagsanstalt, 1992
- Der Wächter nimmt seinen Kamm : vom Weggehen und Ausscheren – Reinbek bei Hamburg : Rowohlt, 1993
- Herztier – Reinbek bei Hamburg : Rowohlt, 1994 (magyar nyelven: Szívjószág, 2011, fordította: Nádori Lídia, ISBN 978-963-266-190-2)
- Hunger und Seide – Reinbek bei Hamburg : Rowohlt, 1995
- In der Falle – Göttingen : Wallstein-Verlag, 1996
- Heute wär ich mir lieber nicht begegnet – Reinbek bei Hamburg : Rowohlt, 1997
- Der fremde Blick oder Das Leben ist ein Furz in der Laterne – Göttingen : Wallstein-Verlag, 1999
- Im Haarknoten wohnt eine Dame – Reinbek bei Hamburg : Rowohlt, 2000
- Heimat ist das, was gesprochen wird – Blieskastel : Gollenstein, 2001
- Der König verneigt sich und tötet – München : Hanser, 2003
- Die blassen Herren mit den Mokkatassen – München : Hanser, 2005
- Atemschaukel – München : Hanser, 2009 (magyar nyelven: Lélegzethinta, 2010, fordította: Nádori Lídia, ISBN 978-963-266-137-7)
- Cristina und ihre Attrappe oder Was (nicht) in den Akten der Securitate steht – Göttingen : Wallstein, 2009
- Immer derselbe Schnee und immer derselbe Onkel – München : Hanser, 2011
- Vater telefoniert mit den Fliegen – München : Hanser, 2012

## Magyarul
- A rókák csapdába esnek; ford. Lendvay Katalin; Pesti Szalon, Bp., 1995
- Lélegzethinta; ford. Nádori Lídia, versford. N. Kiss Zsuzsa, utószó Dragomán György; Cartaphilus, Bp., 2010
- A róka volt a vadász; ford. Nádori Lídia, utószó Dragomán György; Cartaphilus, Bp., 2010
- Szívjószág; ford. Nádori Lídia; Cartaphilus, Bp., 2011
- Fácán az ember, semmi több. Elbeszélés; ford. Karácsonyi Noémi; Cartaphilus, Bp., 2012
- A király meghajol és gyilkol; ford. András Orsolya; Napkút, Bp., 2018